# Philistina pilosus
Philistina pilosus är en skalbaggsart som beskrevs av Mohnike 1873. Philistina pilosus ingår i släktet Philistina och familjen Cetoniidae. Inga underarter finns listade i Catalogue of Life.